# Alessio Di Mauro
Alessio Di Mauro (ur. 9 sierpnia 1977 w Syrakuzach) – włoski tenisista, reprezentant w Pucharze Davisa.

## Kariera tenisowa
Karierę tenisową rozpoczął w roku 1998, a zakończył w 2014 roku.
W singlu oprócz zwycięstw w turniejach kategorii ITF Men's Circuit i ATP Challenger Tour doszedł, w lutym 2007 roku, do finału turnieju rangi ATP World Tour w Buenos Aires. Po drodze wyeliminował m.in. Alberta Montañésa, jednak w finale przegrał 1:6, 2:6 z Juanem Mónaco.
W kwietniu 2004 roku zadebiutował w reprezentacji Włoch w Pucharze Davisa przeciwko Gruzji. Di Mauro rozegrał jeden wygrany singlowy pojedynek z Iraklim Ushangishvilim.
W rankingu gry pojedynczej najwyżej był na 68. miejscu (26 lutego 2007), a w klasyfikacji gry podwójnej na 136. pozycji (30 stycznia 2012).

### Finały w turniejach ATP World Tour
| Legenda                       |
| Wielki Szlem                  |
| Tennis Masters Cup            |
| ATP Masters Series            |
| Igrzyska olimpijskie          |
| ATP International Series Gold |
| ATP International Series      |

#### Gra pojedyncza (0–1)
| Końcowy wynik | Nr | Data           | Turniej      | Nawierzchnia | Przeciwnik  | Wynik finału |
| ------------- | -- | -------------- | ------------ | ------------ | ----------- | ------------ |
| Finalista     | 1. | 25 lutego 2007 | Buenos Aires | Ceglana      | Juan Mónaco | 1:6, 2:6     |